# Edvard den Ældre
Edvard den Ældre (oldengelsk: Ēadweard se Ieldra) (ca. 874-7 – 17. juli 924) var engelsk konge fra 899 efter sin far Alfred den Stores død. Hans hof holdt til i Winchester, tidligere hovedstad i kongeriget Wessex. Han erobrede det østlige Midland og East Anglia fra danerne i 917 og fra 918 var han også konge af Mercia, efter sin søster Æthelflæds død.
Han døde 17. juli 924, og blev gravlagt i Winchester Cathedral. Han blev efterfulgt som konge af sin søn Adalstein af England.